# Včelka
A Včelka egy szlovák nyelven megjelenő, gyermekek számára kiadott havilap volt a Magyar Királyságban. Andrej Sokolík alapította 1878-ban Turócszentmártonban. A Felvidékkel kapcsolatos ismeretterjesztő írások mellett a szlovák irodalmi törekvéseknek is teret biztosított. A lap 1883-ban szűnt meg.